# アナ★バン!
『アナ★バン! 』は、フジテレビで2008年10月19日から2012年3月25日まで、毎週日曜深夜枠「サンパラ」で放送していた深夜番組。2008年9月に終了した『アナ☆ログ』の後継番組。

## 概要
番組タイトルの由来はフジテレビアナウンサーの隠れた才能、新たな一面、さらには未知なる可能性を発掘すべく、アナウンサー自らがさまざまなロケ企画に挑戦し、その才能を開花させ爆発（BANG!）していくもの。スタジオは子供向け番組のようになっており、フジテレビ新人アナウンサー扮する「○○（名前）おねえさん」と番組オリジナルキャラクターの「太陽さん」がVTRを見てトークを行う。VTRテーマはおねえさんと太陽さんの後ろにある木に成っている実を施した札にひらがな1文字とテーマをかかれた札を出す仕組み（主なテーマは下記放送内容を参照）。なお、"おねえさん"を演じるアナウンサーと"おねえさん"は別人という設定になっている。ただ、番組を続けていくうちに、ナレーションは「○○おねえさん」とされるものの、番組開始時の紹介の時のテロップが「○○おねえさん」ではなくアナウンサーの名前になるなど徐々にその設定も薄れつつあった。
『○○パン』シリーズと同様、司会を務めるおねえさん役にはフジテレビ新人アナウンサーが起用されたが「パンシリーズ」のMCも兼務するアナウンサーはいなかった。番組終了時点で竹内友佳アナウンサー扮する「友佳おねえさん」となっていた。
コスチュームは番組独自の赤色・橙色・黄色・桃色をふんだんに使ったエナメルの衣装、赤いブーツを使用している。初代の衣装は通気性と着心地が悪かったが2代目から年々改良されている。
1回の収録で2、3本収録され、毎週火曜にアナマガ+Premium内で「アナ★バン!収録後」として、収録の振り返りやOAで言えなかったこと等が配信されている。
レギュラー放送は2012年3月25日で終了し、4月14日放送のスペシャル番組「アナ★バン!最終回SP」をもって完全終了となった。

## 出演者

### MC
- おねえさん
  - 慶子おねえさん（椿原慶子、第1回-第44回、第88回・第128回はゲストで、第129回は両方の肩書きで登場）
初代おねえさん。ボトムスはショートパンツ。卒業後、衣装の通気性が悪く、あせもが悩みだったことが明らかになっている[3]。
太陽さんに強烈な毒を吐き、Sキャラが定着した[4]。
  - 章子おねえさん（山中章子、第45回-第87回、第44回・第88回・第128回はゲストで、第129回は両方の肩書きで登場）
2代目おねえさん。ボトムスはミニスカート。
  - 沙羅おねえさん（細貝沙羅、第88回-第127回、第128回はゲストで、第129回は両方の肩書きで登場）
3代目おねえさん。ボトムスはミニスカート。
  - 友佳おねえさん（竹内友佳、第128回-第149回・最終回）
4代目おねえさん。ボトムスはミニスカート。歴代おねえさんで初の花の柄が入った衣装を着用している。
- 太陽さん（番組オリジナルキャラクター、声：小手伸也）
番組内では一切声の主は公表されていない。アナマガ内の椿原のブログに声担当者の舞台観賞の記事があり、それらの情報などにより、フジテレビのアナマガ+Premium内、アナ★バン収録後において、慶子お姉さん監督の寸劇に警備員役でゲスト出演している小手伸也が該当するとされている。第43回放送回で、位置関係から顔が映っているカットがある（ほとんどは太陽さんのイラストで顔を隠されている）。

### 出演アナウンサー
（番組開始から2012年4月、最終回SPまで出演したアナ）
| - 福井謙二 - 牧原俊幸 - 川端健嗣 - 軽部真一 - 三宅正治 - 笠井信輔 - 佐野瑞樹 - 伊藤利尋 - 竹下陽平 - 福永一茂 - 長谷川豊 - 渡辺和洋 - 田中大貴 - 倉田大誠 - 田淵裕章 - 中村光宏 - 榎並大二郎 - 福井慶仁 - 立本信吾 - 谷岡慎一 - 生田竜聖 | - 松尾紀子 - 吉崎典子 - 阿部知代 - 佐藤里佳 - 田代尚子 - 西山喜久恵 - 武田祐子 - 佐々木恭子 - 藤村さおり - 春日由実 - 島田彩夏 - 山本麻祐子 - 森本さやか - 中村仁美 - 中野美奈子 - 石本沙織 - 戸部洋子 - 斉藤舞子 - 高橋真麻 - 遠藤玲子 - 平井理央 - 松尾翠 - 秋元優里 - 本田朋子 - 生野陽子 - 大島由香里 - 加藤綾子 - 松村未央 - 山﨑夕貴 - 三田友梨佳 |

#### 元アナウンサー
アナ★バン!放送期間中に他部署に異動したアナ
- 堺正幸
- 木幡美子
- 宮瀬茉祐子[5]
- 小穴浩司

アナ★バン!放送期間中に退社したアナ
- 高島彩
- 長野翼
- 高木広子

## 主な看板企画
モデルになろう
香川県立丸亀高等学校写真部出身の中野が、フジテレビアナウンサーのホームページ「アナマガ」の会員に抽選で発行されるカレンダーの写真を他のアナウンサーをモデルに撮影する企画。
2008年11月9日放送で太陽さんが「売っちゃおうか」とノリで言ったことがきっかけで2008年12月12日に「アナ★バン!カレンダー2009」として急遽発売が決定。同局の『めざましテレビ』や『スーパーニュース』内でもプロモーションが行われ、予約だけで（2009年1月時点）1万部を突破する人気となった。卓上式週めくり（53週）カレンダーである。
- 第1回：10月・運動会
- 第2回：2月・バレンタインデー
- 第3回：6月・ジューンブライド
- 第4回：11月・大人の女性の艶姿
- 第5回：8月・本気の水泳大会
- 第6回：12月・クリスマス

写真の出来映えもさることながら、中野がモデルに対して「飴とムチ」を駆使して表情を引き出す様子が面白いと評判になった。
「アナ★バン!カレンダー2010」も発売が決定し、2009年7月18日からのお台場合衆国「アナ★バン!」ブースで先行発売、同時にネットでも予約開始した。内容は、「アナ★バン!カレンダー2009」未公開フォトと2009年入社の新人女子アナの山中と松村を撮影したALL女子アナカレンダーとなっており、A1サイズのポスターカレンダーとなっている。
2009年11月2日から4日までアナ★バン!プレゼンツ「中野美奈子写真展」をフジテレビ本社1階シアターホールで開催。その写真展で展覧した方の反響や要望があり、「アナ★バン!カレンダー2010」を2009年11月8日放送分で2009年12月12日発売で急遽決定し、放送終了後から予約開始をした。モデルは2001年以降入社したフジテレビ若手女子アナ21名で、卓上式週めくり（53週）カレンダーである。
「アナ★バン!カレンダー」は2011・2012年版と引き続き製作・販売されている。いずれも卓上式週めくり（53週）カレンダーである。
大人の品格を身に付けよう
アナウンサーが失礼なこと・聞かれたくないことを丁寧にうまく返す企画。
早く寝よう
どれだけ早く寝ることができるか競争する企画。数名のアナウンサーが装置をつけて寝るまでの時間を脳波で測定し、勝負する。1人ずつ別々の部屋に入れられ、スタートは同時に行う。
- 第1回
  1. 松尾翠（6分13秒）
  2. 斉藤舞子（26分21秒）
  3. 中村仁美・加藤綾子（寝られず）
- 第2回
  1. 松尾翠（4分21秒）
  2. 平井理央（11分6秒）
  3. 斉藤舞子（寝られず）

相談しよう
- 阿部知代が若手アナの相談を聞く企画。『カトパン』のスタジオを使い、コーナー自体を「チヨパン」としている。
  - 第1回：加藤綾子
  - 第2回：本田朋子

未来を知ろう
- 「お台場の母」だといわれている武田祐子が手相で女子アナを占う企画。
  - 企画のルールは次の通り

  1. 「恋愛運」、「仕事運」、「金運」の中から運勢を選ぶ。
  2. 自分より運勢が下だと思う女子アナを1名指名する。
  3. 2人の女子アナの手相を武田が鑑定。
  4. 運勢のみで勝敗つけ、運勢のいい女子アナのみ占ってもらえる。
  5. 負けた女子アナは占いに勝つまで1-4を繰り返す。

  - 対戦結果は次の通り。

| 回戦 | 指定した女子アナ | 結果 |    | 指定された女子アナ | 結果 | 占った内容 |
| ---- | ---------------- | ---- | -- | ------------------ | ---- | ---------- |
| 1    | 中村仁美         | ●    | VS | 斉藤舞子           | ○    | 恋愛       |
| 2    | 中村仁美         | ○    | VS | 戸部洋子           | ●    | 恋愛       |
| 3    | 戸部洋子         | ●    | VS | 宮瀬茉祐子         | ○    | 恋愛       |
| 4    | 戸部洋子         | ●    | VS | 石本沙織           | ○    | 恋愛       |
| 5    | 戸部洋子         | ○    | VS | 遠藤玲子           | ●    | 仕事       |
| 6    | 遠藤玲子         | ○    | VS | 平井理央           | ●    | 恋愛       |
| 7    | 平井理央         | ●    | VS | 本田朋子           | ○    | 恋愛       |
| 8    | 平井理央         | ●    | VS | 椿原慶子           | ○    | 恋愛       |
| 9    | 平井理央         | ●    | VS | 加藤綾子           | ○    | 恋愛       |
| 10   | 平井理央         | ○    | VS | 松尾翠             | ●    | 恋愛       |
| 11   | 松尾翠           | ○    | VS | 高橋真麻           | ●    | 恋愛       |
| 12   | 高橋真麻         | ○    | VS | 中野美奈子         | ●    | 恋愛       |
| 13   | 中野美奈子       | ○    | VS | 高島彩             | ●    | 健康       |
| 14   | 高島彩           | ○    | VS | 森本さやか         | ●    | 健康       |
| 15   | 森本さやか       | ○    | VS | 生野陽子           | ●    | 恋愛       |
| 16   | 生野陽子         | ●    | VS | 長野翼             | ○    | 恋愛       |
| 17   | 生野陽子         | ●    | VS | 松村未央           | ○    | 恋愛       |
| 18   | 生野陽子         | ●    | VS | 山中章子           | ○    | 恋愛       |

行きつけの店を持とう
料理を作ろう
天使（ゲスト）に指名された女子アナが、夜食を作る。その際、天使が考えたシチュエーションを基にしてドラマ仕立てで進行する。ちなみに作られた料理はそのまま保存され、数日後のスタジオ収録で天使が実際に口にする。
先輩を見習おう
- 新人アナ・山中が先輩アナに挑む企画。挑戦状を叩きつけられた先輩アナは山中が挑戦したものを見てコメントする。
  - 結果は次の通り。但し、第2・3回戦は山中が挑戦中に言った勝敗がそのまま勝敗となる。○-勝ち、△-引き分け、×-負け

| 回戦 | 挑戦状を見たアナ | 挑戦状の内容                             | 結果 | 勝 | 敗 | 分 |
| ---- | ---------------- | ---------------------------------------- | ---- | -- | -- | -- |
| 1    | 松尾翠           | 早寝                                     | ×    | 0  | 1  | 0  |
| 2    | 大島由香里       | 出現する全てのお化けを写真で撮る         | △    | 0  | 1  | 1  |
| 3    | 宮瀬茉祐子       | ジェットコースター                       | ○    | 1  | 1  | 1  |
| 4    | 石本沙織         | 台風並みの雨風の中で原稿を間違えずに読む | ×    | 1  | 2  | 1  |

絵本を作ろう
ブームにのろう
美味しさを分かち合おう
- 女子アナ3人の行きつけの店を紹介するがルールがある。ルールは次の通り。
  1. おごる代わりに行きつけのお店を紹介してもらう。
  2. 紹介者以外の2名の女子アナは3つのヒントを頼りに自力で探す。
  3. 制限時間30分以内に到着すれば料理が食べられる。
  4. 紹介者以外の2名の女子アナが制限時間内に到着した場合は、到着した時間からの食事代はそのお店を紹介した女子アナが負担する（初回のみ）。

妄想映像ランキング
- 女子アナ4人があるテーマに沿ったものを女子アナ自ら演じ、その女子アナの妄想映像を天使（ゲスト）が見てランキングする。
- アナマガ+Premium内で「アナ★バン!収録後」にて第1回で優勝した斉藤舞子、第2・3回の最下位の高木広子の妄想映像が特別編として配信されている。

上手に歌をうたおう
- 番組オリジナルのエンディングテーマを、アナウンサー自ら制作し歌う企画。
- 詳細はEarly Morningを参照。
- 2009年4月29日に『おいてけぼりのThirty』、2009年9月22日に『かみさまでもえらべない。』がCD発売された。メンバー変更後の2011年7月6日には『少しずつ 少しずつ』がCD発売された。

## 特別版
お台場合衆国を知ろう
2009年7月に開催されたフジテレビのイベント「お台場合衆国」の宣伝番組。慶子おねえさんがロケをしながら合衆国のアトラクションなどを紹介した。
女子アナSP2010夏前哨戦
2010年7月11日13:30 - 14:00に放送。この回のみ文字多重放送。
- 出演者：高島、中野、中村仁、石本、戸部、長野、斉藤、高橋、平井、宮瀬、遠藤、本田、松尾翠、大島、生野、加藤、椿原、松村、細貝、山崎

## イベント
アナ★バン!ファン感謝祭
2008年12月17日、同局内シアターモールにて、抽選で選ばれた120名の一般観覧客を集めて開催。司会は福井謙二、椿原慶子。
- 「アナ★バン!クイズ」。観客参加型のクイズイベントで、優勝者には番組に関連した賞品が贈られた。
- Early Morningによる、デビュー曲「おいてけぼりのThirty」初披露。当時のメンバーの二人は当日まで、イベント出演のことを知らされていなかった。ステージ用衣装の準備もなく、私服でのパフォーマンスとなった（福井謙二曰く、「着飾った衣装は要らない」とのこと）。

注目度の高いEarly Morningのデビューイベントということで、翌日の新聞各社紙面では、このイベントの模様が写真入りで掲載された。
アナ★バン!大感謝祭
2009年12月12日から同局内24階球体展望室「はちたま」にて開催。当初は2010年1月11日までだったが、大好評だったため2010年1月31日まで延長された。
内容は次の通り。
- 中野美奈子写真展

「アナ★バン!カレンダー2010」のモデルであるフジテレビ若手女子アナ20名の未公開写真を多数展示。
- 「未来を知ろう」女子アナ最低運決定戦

「未来を知ろう」で紹介した女子アナ18名の占いの結果を情報と共に完全公開。
- 女子アナボートレート

フジテレビ若手女子アナ20名のプライベート写真を展示。
- 太陽さんと夢の木

太陽さんと夢の木に願い事をりんご型の紙に書き、その木に掛けて飾る。
- アナ★バン!絵本を作ろう

放送予定の新企画を特別公開。女子アナがリレー式で書いたオリジナル絵本をタッチパネルで見ることができるブース。
- 「アナ★バン!カレンダー2010」、女子アナポストカードなど多数のアナ★バン!オリジナルグッズの販売。

このイベントについては2010年-2011年、2011年 - 2012年のそれぞれ年末年始の時期に引き続き開催されている。

## スタッフ
- 構成：板坂尚、金森直哉、大井達朗、大井洋一、山内正之、今村クニト
- 美術制作：井上明裕
- デザイン：鈴木賢太
- 美術進行：西村貴則
- 大道具：村上公志
- もこもこ造型：八代利江子
- 装飾：林成利
- アクリル装飾：佐藤則雄
- 電飾：富谷聡
- 衣装：佐藤和代
- メイク：山田かつら
- SW：坂本淳一
- カメラ：横山大輔、古俣智則、小林重徳
- VE：大塚高矢、藤崎康広
- 音声：元山拓巳、吹野真穂
- 照明：小林敦洋、安藤雅夫
- CGディレクター：鈴木鉄平
- CGプロデュース：久保田幸（以前は、タイトルロゴ）
- タイトルロゴ：デジデリック
- TK：楮本眞澄
- ナレーション：山本麻祐子、島田彩夏（2008年12月14日放送）、高橋真麻（2009年7月19日放送）、木村匡也（2012年1月22日・4月14日放送）、松元真一郎（2012年4月14日放送）、立木文彦（2012年3月18日・3月25日・4月14日放送）、
- 音響効果：石崎野乃（J-WORKS）
- 編集：宮田功太郎、山本真由（2012年4月14日放送）
- MA：山岸慎一郎
- 編成：安喜昌史
- 広報：鈴木麻衣子
- Web制作：松井結
- デスク：稲月彰子、岡原香織
- 技術協力：IMAGICA、八峯テレビ、FLT
- 美術協力：フジアール
- FD：水野将仁
- アシスタントディレクター：忍穂井綾、萩原啓太、中沼竜太、松尾亮勲、岡本舞、吉住由樹
- ディレクター：熊澤美麗、次郎垣内保、杉原裕一、青木達生、木月洋介（2012年4月14日放送のみ演出担当）
- アドバイサー：松尾紀子、田代尚子、清水泰貴（2010年8月8日-2011年7月までチーフプロデューサー、以前は、プロデューサー）
- プロデューサー：濱野貴敏（2011年7月24日-、以前は、チーフプロデューサー）
- 制作：フジテレビバラエティ制作センター
- 制作著作：フジテレビ

### 過去のスタッフ
- チーフプロデューサー：清水宏泰、石井浩二
- 演出・プロデューサー：飯村徹郎（プロデューサー兼任は2010年8月以降）
- ディレクター：宮崎鉄平
- アシスタントディレクター：平岡慶大
- 構成：萩原和江
- 大道具：松本達也
- アクリル装飾：野田誠
- カメラ：今井健一
- TK：平井冴子
- 編成：佐々木渉
- 広報：植村綾
- アドバイザー：佐藤里佳

## ネット局
| 放送対象地域   | 放送局           | 放送日時                 | 備考       |
| -------------- | ---------------- | ------------------------ | ---------- |
| 関東広域圏     | フジテレビ       | 日曜 24時40分 - 25時05分 | 制作局     |
| 宮城県         | 仙台放送         | 日曜 24時40分 - 25時05分 | 同時ネット |
| 福島県         | 福島テレビ       | 日曜 24時40分 - 25時05分 | 同時ネット |
| 新潟県         | 新潟総合テレビ   | 日曜 24時40分 - 25時05分 | 同時ネット |
| 広島県         | テレビ新広島     | 日曜 24時40分 - 25時05分 | 同時ネット |
| 熊本県         | テレビ熊本       | 日曜 24時40分 - 25時05分 | 同時ネット |
| 北海道         | 北海道文化放送   | 月曜 25時20分 - 25時45分 | 15日遅れ   |
| 山形県         | さくらんぼテレビ | 月曜 25時00分 - 25時25分 | 15日遅れ   |
| 長野県         | 長野放送         | 日曜 24時40分 - 25時05分 | 14日遅れ   |
| 岡山県・香川県 | 岡山放送         | 日曜 24時25分 - 24時50分 | 14日遅れ   |
| 沖縄県         | 沖縄テレビ       | 日曜 24時25分 - 24時50分 | [ 15 ]     |

備考
- フジテレビと同時ネットの放送局では基本的に上記の時間での放送となるが、当番組の前にF1中継などがある場合、休止もしくは時間を繰り下げて放送することがある。最も開始時間が遅かった回は2009年10月18日放送分の27時35分（午前3時35分）だった。
- 番組開始から2009年3月15日までは岩手めんこいテレビでも同時ネットで放送されていた。
- 沖縄テレビは開始時間が25時以降になる場合は放送が休止されるため、フジテレビとの遅れ幅が広がる傾向にあった。また、最終回SPなど、放送時間を拡大した回の放送はなかった。